# Laguna Beach: The Real Orange County
 For alternative betydninger, se Laguna Beach.
Laguna Beach: The real Orange County er en amerikansk reality TV-serie sendt på MTV fra september 2004 til november 2006. Serien følger en gruppe unge mennesker fra Laguna Beach High School, Californien, på deres sidste år af skolen med al det fest og drama, som omgiver dem. Serien blev sendt i tre sæsoner, som hver havde fokus på en ny gruppe unge - dog med enkelte gengangere i de forskellige sæsoner.
Serien havde oprindeligt Lauren Conrad som hovedperson og fortæller, mens man fulgte hendes sidste år af high school. Anden sæson blev fulgt fra Kristin Cavallaris perspektiv, mens tredje sæson havde Tessa Keller som omdrejningspunkt. 
Reality serien fik sin egen spin-off serie The Hills, hvor Lauren Conrads liv i Los Angeles efter high school er omdrejningspunktet. 